# Targoum Onkelos

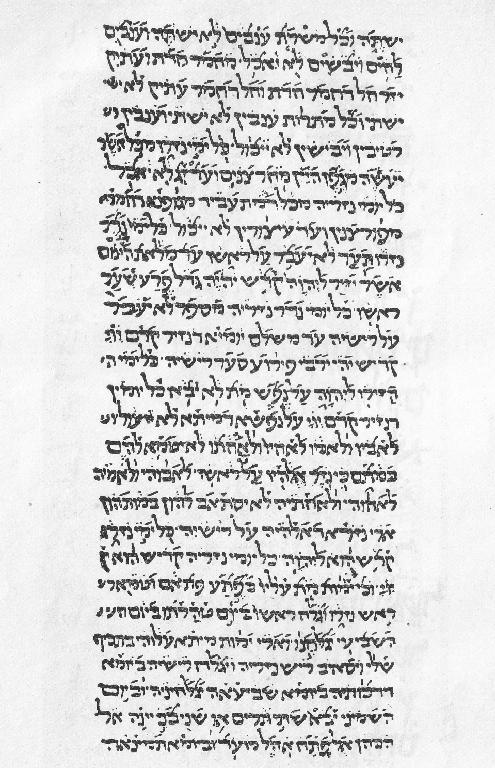
Texte interlinéaire du Livre des Nombres en Hébreu 6.3–10 avec le Targoum Onkelos, en Araméen -- pièce de la British Library.

Le Targoum Onkelos (ou Ounkelous), est le targoum oriental (Babylonien) de la Torah.  Ses origines se situent cependant à l'ouest, en terre d'Israël. Sa paternité est traditionnellement attribuée à Onkelos bien que des divergences existent (voir section histoire).
Il ne s'agit pas seulement d'une traduction (comme le terme targoum le suggère), mais d'un commentaire, comportant des références à la tradition orale. L'un des « écarts » les plus flagrants entre le texte hébraïque et sa traduction est le premier verset de la parashat Devarim, qui ouvre le Deutéronome :
Traduction en français du texte hébraïque : Voici les paroles que Moïse adressa à tout Israël en deçà du Jourdain, dans le désert, dans la plaine en face de Souf, entre Paran et Tofel, Laban, Hacéroth et Di-Zahav.
Traduction française du Targoum : Moïse les a réprimandés, parce qu’ils avaient péché dans le désert et parce qu’ils avaient attiré la colère divine dans la vallée de Moab et face à la mer des Joncs (Souf), parce qu’ils avaient murmuré contre Dieu à Paran, et parlé en termes désapprobateurs (Tofel) de la manne (Laban), émis à Hacéroth des critiques à propos de la viande, et érigé auparavant le veau d’or Di-Zahav.
Aux temps talmudiques, le Targoum Onkelos était récité de mémoire verset par verset, en alternance avec les versets hébraïques lors de la lecture de la section hebdomadaire de la Torah à la synagogue, afin d'en rendre le contenu plus accessible à la grande masse, plus habituée à l'araméen qu'à l'hébreu. Cet usage se poursuit actuellement dans les communautés juives du Yémen.
Dans le Talmud (Berakhot 8a-b), Rav Houna bar Yehouda enseigne au nom de Rabbi Ami qu'"une personne doit compléter les lectures publiques des sections, en lisant l'écriture deux fois et le targoum une fois." . Il est sous-entendu qu'il s'agit du Targoum d'Onkelos.
Rachi estime qu'aucune étude de la Torah ne peut se faire sans lui. Il est généralement imprimé dans la marge intérieure des pages dans les versions courantes du 'Houmash.

## Histoire
Voir le sujet Onkelos/Aquila et d'autres sujets historiques.